# Orbény
Orbény (románul: Orbeni) falu Romániában, Moldvában, Bákó megyében. Közigazgatásilag Scurta tartozik még hozzá.

## Fekvése
Bákó megye délkeleti részén, a DN2-es főút közelében, Bákó-tól 32 km-re délkeletre fekvő település.

## Népesség
Orbény lakosságának nemzetiségi összetétele a 2011-es népszámlálási adatok alapján: román 96,94%, ismeretlen 2,89%, más nemzetiségű 0,15%. A népességből görögkeleti ortodox 93,13%, pünkösdista 1,19%, ismeretlen 2,92%.